# Tornjoš
Tornjoš (húngaro: Tornyos; serbocroata cirílico: Торњош) es un pueblo de Serbia perteneciente al municipio de Senta en el distrito de Banato del Norte de la provincia autónoma de Voivodina.
En 2011 tenía 1592 habitantes. Cuatro quintas partes de los habitantes son magiares, quienes conviven con una minoría de gitanos.
Se conoce la existencia del pueblo en documentos del reino de Hungría desde 1479, cuando Tornyos fue adquirido por el cabildo de Óbuda. En el siglo XVI, en el entorno de este pueblo murió el líder militar serbio Jovan Nenad. Tras completarse la invasión otomana, el asentamiento sobrevivió algunos años como una pequeña aldea, pero luego quedó despoblado. En la primera mitad del siglo XVIII, esta área rústica formó parte de la Vojna Krajina del Imperio Habsburgo. El pueblo fue reconstruido como un asentamiento agrícola a finales del siglo XIX.
Se ubica sobre la carretera 105, a medio camino entre Senta y Bačka Topola.